# 伊豆急行200系電車
- 国鉄113系電車 > 伊豆急行200系電車
- 国鉄115系電車 > 伊豆急行200系電車

伊豆急行200系電車（いずきゅうこう200けいでんしゃ）は、かつて伊豆急行が保有していた電車である。
元東日本旅客鉄道（JR東日本）の113系および115系を改造した車両である。

## 概要
伊豆急行線で従来使用されていた100系・1000系は、開通時から約40年にわたって使用されており、経年と塩害による老朽化が深刻な問題となっていた。これらの置き換え用に東京急行電鉄（現・東急電鉄）8000系などが検討されていたが、当時同系列に廃車予定はなかった。
そこで、直通相手のJR東日本の提示もあり、同社の113系・115系を伊豆急行仕様に改造・整備の上で導入して、東急8000系に譲渡用車両が発生するまでの間をつなぐこととなった。113系は従来から伊豆急行線に乗り入れており、115系は機構的に113系と同系統の車両で、勾配用の抑速ブレーキも装備されているので、連続勾配区間が続く伊豆急行線に適していた。
導入にあたっては、各編成とも自力走行で伊豆高原電車区に入線し、改造が行われた。分割・併合運用が多いために前頭部に電気連結器が設置された。一方、編成間は貫通させない前提のため貫通幌は撤去された。全車ともJR東日本在籍時に更新工事が行われており、早期の廃車が見込まれていたことから塗装の変更以外大きな改造は行われていない。車内についても熱海寄り先頭車のトイレの汚物処理装置が燃焼式（日本初）に改造され、運転台背後に座席を撤去した上で車椅子スペースが設置されたほか、ロングシート部のつり革が撤去された程度で、ほぼJR東日本時代そのままの意匠で竣工していた。

## 形態分類

### タイプI
2000年に国府津電車区（現・国府津車両センター）所属の113系1000'番台から改造されたグループである。4両編成2本が入線した。
番号の対照は以下の通り。
←熱海
- クハ111-1074+モハ113-1233+モハ112-1233+クハ111-1386→クハ251+モハ201+モハ202+クハ252（F1編成）
- クハ111-1085+モハ113-1105+モハ112-1105+クハ111-1406→クハ253+モハ203+モハ204+クハ254（F2編成）

設定形式は以下の通り。
モハ200形
モハ113形とモハ112形1000'番台から改造された電動車。JR東日本時代は装備品によって別々の形式が付されていたが、伊豆急行での車両番号は同形式内で偶数番号、奇数番号で区分された。
クハ250形
クハ111形1000'番台から改造された制御車。JR東日本時代は伊豆急下田向きの車両は基本番号+300の番号で区分されていたが、伊豆急行ではモハ200形と同様に偶数番号・奇数番号で区分された。
入線時に、車両間に転落防止幌が設置された。本グループは種車の関係で伊豆急下田寄り先頭車にもトイレが設置されていたが、撤去した上で喫煙コーナーに改造された。また、F2編成はJR東日本時代に前面強化工事が施工されており、外観上は下部のアンチクライマーが1本から3本に増設されているのが特徴である。
塗装は湘南色（→国鉄色）から白と青に変更された。側面のデザインは独特で、先頭車は運転台側が白、残り半分が青で、境目に「E」の文字のような切れ込みが入るというものである。中間車は青色に車体中央付近に2本の白いストライプが2両で対称に入る（全体的に見ると「//\\」）形状とされた。

### タイプII
2001年から2002年にかけて松本運転所（現・松本車両センター）所属の115系0番台・800番台から改造されたグループである。3両編成6本が入線した。このグループの導入で100系は全廃となった。
番号の対照は以下の通り。
←熱海
- クモハ115-10+モハ114-810+クハ115-183→クモハ281+モハ271+クハ261（F3編成）
- クモハ115-12+モハ114-812+クハ115-126→クモハ282+モハ272+クハ262（F4編成）
- クモハ115-16+モハ114-816+クハ115-189→クモハ283+モハ273+クハ263（F5編成）
- クモハ115-15+モハ115-815+クハ115-177→クモハ284+モハ274+クハ264（F6編成）
- クモハ115-8+モハ114-808+クハ115-181→クモハ285+モハ275+クハ265（F7編成）
- クモハ115-17+モハ114-817+クハ115-175→クモハ286+モハ276+クハ266（F8編成）

設定形式は以下の通り。
クハ260形
クハ115形0番台から改造された制御車。
モハ270形
モハ114形800番台から改造された中間電動車。800番台は中央東線の狭小断面トンネル通過対策としてパンタグラフ搭載部分の屋根を低くした車両である。なおパンタグラフはJR東日本時代に菱形のPS16形から降雪に強いシングルアーム式に交換されている。
クモハ280形
クモハ115形0番台から改造された制御電動車。製造時に中央東線から富士急行線への乗り入れが3両以下に制限されていたためモハ114形800番台・クハ115形0番台とで3両編成を組成するために製造された車両である。
車両番号の付番方法がタイプIから変更され、伊豆急下田寄りから10ずつ増加していくものとなった。
モハ114形のパンタグラフ搭載部分が低屋根構造で、かつ製造年がタイプIより古い（113系1000'番台：1972年 - 、115系0・800番台：1966年）車両が導入された理由は、3両編成を組成することが可能で大量に廃車が発生した近郊形車両がこのグループしかなかったためである。全編成がJR東日本時代に前面強化工事を施工されており、アンチクライマーが3本に、製造時白熱電球であった前照灯がシールドビームになっている。また製造当初は全編成非冷房車であったが、JR東日本時代にAU712形集約分散式冷房装置によって冷房改造が施工されている。なお、JR東日本ではクモハ115形0番台を含む編成が2002年に全廃されている。
塗装は横須賀色（スカ色）から2編成ごとに異なったものに変更され、F3・4編成はタイプIに準じた白と青で、中間車のストライプのみ1両に太い2本が「V」の文字のように入るようにされたもの、F5・6編成は沿線にある静岡県賀茂郡河津町のバラ園「河津バガテル公園」のPRを行うラッピング電車「トランバガテル」で、紺色ベースにバラが描かれ、車内も床などにバラのペイントがなされたもの、F7・8編成はF3・4編成の色違いで、青い部分が赤色になったものとされた。

### タイプIII
2002年から2003年にかけて松本電車区所属の115系300番台から改造されたグループである。置換え対象の100系はすでに全廃となっていたが、予備車確保や東海旅客鉄道（JR東海）からの113系乗り入れ運用置換えのため3両編成3本が入線した。このグループの投入を最後に本系列の増備は終了した。
番号の対照は以下のとおり。
←熱海
- クモハ115-314+モハ114-348+クハ115-382→クモハ287+モハ277+クハ267（F9編成）
- クモハ115-303+モハ114-331+クハ115-352→クモハ288+モハ278+クハ268（F10編成）
- クモハ115-319+モハ114-355+クハ115-400→クモハ289+モハ279+クハ269（F11編成）

車両番号は種車が115系であるためタイプIIの続番とされた。本グループのモハ114形はパンタグラフの折り畳み高さを低くしたタイプ（JR時代はPS23形。伊豆急行譲渡後はPT42形に交換）が搭載されたため低屋根構造ではなく通常の屋根構造である点がタイプIIとの大きな相違である。
転落防止幌や車椅子スペースは2003年になって設置された。また、F11編成のみJR東日本時代にLED式列車番号表示器への交換工事が施工済である。
塗装はJR東日本時代はF9・10編成がスカ色、F11編成が長野支社設定の「長野色（信州色）」であったが、すべてタイプIIのF7・8編成と同一の白と赤とされた。

## 運用の変遷
2000年（平成12年）7月1日に営業運転を開始し、普通列車で運用された。
2004年（平成16年）から前述した8000系の投入が開始され、「タイプI・II」は2007年（平成19年）までに全車廃車。「タイプIII」も2008年（平成20年）7月に定期運用を終了した。
2008年（平成20年）7月にF9・11編成の保守部品確保のためにF10編成が廃車となった。残存していたF9・11編成は8000系故障時の予備車扱いとなっていたため定期運用に就くことはなかったが、同年7月26日から8月17日まで臨時列車「ビーチトレイン」に本系列が使用され、これがさよなら運転前最後の営業運転となった。
2008年12月14日には「伊豆急200系さよなら運転」が往路伊東駅 - 伊豆急下田駅間、復路伊豆急下田駅 - 伊豆高原駅間で実施された。乗客には乗車証明書と記念缶バッジが配布された。